# Andreas Heusler (1834–1921)
Andreas Heusler, född den 30 september 1834 i Basel, död där den 2 november 1921, var en schweizisk jurist. Han var son till juristen Andreas Heusler (1802–1868) och far till filologen Andreas Heusler.
Heusler var professor vid Basels universitet 1863-1913, och författade flera lagar och lagförslag för hemkantonen samt flera värdefulla arbeten om germansk rätt, såsom Die Gewere (1872) och Institutionen des deutschen Privatrechts (2 band, 1885-86).